# Pabégou
Pabégou (auch Kpabégou) ist ein Arrondissement im Departement Donga in Benin. Es ist eine Verwaltungseinheit, die der Gerichtsbarkeit der Kommune Copargo untersteht. Gemäß der Volkszählung von 2013 hatte Pabégou 14.177 Einwohner, davon waren 7150 männlich und 7027 weiblich.
Durch Pabégou verläuft die Fernstraße RNIE3, die nordwärts nach Copargo führt und südwärts nach Djougou.